# Alien: Earth
Alien: Earth (conocida como Alien: Planeta Tierra en España y México) es una serie de televisión estadounidense de ciencia ficción y terror, escrita y dirigida por Noah Hawley y basada en la franquicia Alien. Es una precuela que se desarrolla dos años antes de los eventos de la película original Alien: el octavo pasajero de 1979. Está protagonizada, entre otros, por Sydney Chandler, Alex Lawther, Samuel Blenkin, Essie Davis y Adarsh Gourav.
La serie es una producción conjunta entre 20th Television y Scott Free Productions, emitida a través de FX on Hulu en los Estados Unidos e internacionalmente por medio de Disney+ a través de Star el 12 de agosto de 2025.

## Sinopsis
Cuando una nave espacial se estrella en la Tierra, una joven y un grupo diverso de soldados tácticos se embarcan en una misión de rescate, solo para descubrir una amenaza alienígena mucho más peligrosa de lo que esperaban.
Mientras buscan supervivientes entre los escombros, encuentran formas de vida depredadoras que ponen en peligro su supervivencia. Enfrentados a esta nueva y aterradora amenaza, el equipo debe luchar por sus vidas y por el futuro del planeta, ya que sus decisiones podrían cambiar la Tierra para siempre.
Ambientada dos años antes de Alien, nos presenta un futuro en el que cinco mega corporaciones se han enseñoreado de la humanidad. Una de ellas, Prodigy, lleva a cabo experimentos secretos para crear a los llamados 'híbridos', androides en los que han sido implantadas las conciencias de niños humanos.
Los planes de Prodigy y de su CEO, Boy Kavalier, toman un giro inesperado cuando una astronave de la corporación Weyland-Yutani llena de especímenes alienígenas se estrella contra una de sus ciudades. ¿Qué criaturas horripilantes acechan dentro del vehículo?. Y, ¿cómo reaccionarán los híbridos ante el encuentro?

## Reparto

### Principal
- Sydney Chandler as Wendy[5]
- Alex Lawther como CJ[5]
- Samuel Blenkin como Boy Kavalier[5]
- Essie Davis como Dame Silvia[6]
- Adarsh Gourav como Slightly[6]
- Kit Young como Tootles[7]
- Timothy Olyphant como Kirsh[5]
- David Rysdahl[5]
- Babou Ceesay[8]
- Jonathan Ajayi[8]
- Erana James[8]
- Lily Newmark[8]
- Diêm Camille[8]
- Adrian Edmondson[8]

### Recurrente
- Moe Bar-El[9]
- Sandra Yi Sencindiver como miembro senior  de Weyland-Yutani Corporation[10]

## Episodios
| N.º | Título                               | Dirigido por     | Escrito por                    | Fecha de emisión original | Código de prod. | Audiencia (millones) |
| --- | ------------------------------------ | ---------------- | ------------------------------ | ------------------------- | --------------- | -------------------- |
| 1   | «Neverland» «El país de nunca jamás» | Noah Hawley      | Noah Hawley                    | 12 de agosto de 2025      | XWYV1001        | 0.589                |
| 2   | «Mr. October»                        | Dana Gonzales    | Noah Hawley                    | 12 de agosto de 2025      | XWYV1002        | 0.380                |
| 3   | «Metamorphosis»                      | Dana Gonzales    | Noah Hawley & Bob DeLaurentis  | 19 de agosto de 2025      | —               | —                    |
| 4   | «Observation»                        | Ugla Hauksdóttir | Noah Hawley & Bobak Esfarjani  | 26 de agosto de 2025      | —               | —                    |
| 5   | «In Space, No One...»                | Noah Hawley      | Noah Hawley                    | 2 de septiembre de 2025   | —               | —                    |
| 6   | «The Fly»                            | Ugla Hauksdóttir | Noah Hawley & Lisa Long        | 9 de septiembre de 2025   | —               | —                    |
| 7   | «Emergence»                          | —                | Noah Hawley & Maria Melnik     | 16 de septiembre de 2025  | —               | —                    |
| 8   | «The Real Monsters»                  | —                | Noah Hawley & Migizi Pensoneau | 23 de septiembre de 2025  | —               | —                    |

## Producción

### Desarrollo
En febrero de 2019, Bloody Disgusting informó que se estaban desarrollando dos series de televisión Alien, una animada, Alien: Isolation, y otra de acción real, de Ridley Scott para FX on Hulu. En diciembre de 2020, como parte de la presentación del Día del Inversor de Disney, se anunció oficialmente que este último proyecto de serie de televisión estaba en desarrollo para la cadena, con Noah Hawley como showrunner y Scott como productor ejecutivo, y que se desarrollará en la tierra en un futuro cercano. El 17 de febrero de 2022, The Hollywood Reporter reveló que la serie es una precuela que tiene lugar antes de los acontecimientos de Alien (1979). El propio Hawley confirmó que la serie estará más ligada al estilo y la mitología de la película original de 1979 que a las películas precuelas Prometheus (2012) y Alien: Covenant (2017). En abril de 2023, Landgraf declaró que la serie se encontraba en «preproducción».

### Casting
En mayo de 2023, Sydney Chandler fue elegida para el papel principal, seguido por Alex Lawther, Samuel Blenkin, Essie Davis y Adarsh Gourav en julio. Timothy Olyphant y David Rysdahl estarían entre los agregados al elenco en noviembre de 2023.

### Rodaje
El rodaje estaba programada para comenzar en marzo de 2022, pero se retrasó debido a la pandemia de COVID-19. La producción de la serie comenzó el 19 de julio de 2023 en Tailandia.Se permitió que la filmación (sin la actriz estadounidense Sydney Chandler) se realizara durante la huelga SAG-AFTRA de 2023 debido a que el elenco británico de la serie trabajaba bajo un contrato de equidad.A finales de agosto, la producción se detuvo debido a la huelga. La filmación se reanudó en abril de 2024y concluyó a mediados de julio. Steve Annis se desempeñó como director de fotografía.

## Lanzamiento
Según Hawley, se esperaba que Alien: Earth se estrenase en la primera mitad de 2025. En agosto de 2024, se mostró un adelanto de 16 segundos de Alien: Earth de FX durante proyecciones selectas de Alien: Romulus, confirmando que se estrenaría en 2025. El 27 de enero de 2025 se lanzó el primer teaser tráiler. La fecha definitiva de estreno se confirmó para el 13 de agosto de 2025. El 5 de junio de 2025 se lanzó el primer tráiler oficial completo de la serie y el 17 de julio el segundo. Su primera temporada consta de 8 episodios emitidos entre el 13 de agosto de 2025 y el 18 de septiembre de 2025.